# Брадишор (Валча)
Брадишор (рум. Brădișor) насеље је у Румунији у округу Валча у општини Бериславешти. Oпштина се налази на надморској висини од 405 m.

## Становништво
Према подацима из 2002. године у насељу је живело 58 становника, од којих су сви румунске националности.